# Discrete Mathematics
Discrete Mathematics is een internationaal, aan collegiale toetsing onderworpen wetenschappelijk tijdschrift op het gebied van de discrete wiskunde, combinatieleer en de grafentheorie. De naam wordt in literatuurverwijzingen meestal afgekort tot Discrete Math. Het wordt uitgegeven door Elsevier en verschijnt 24 keer per jaar. Het eerste nummer verscheen in 1971.
Het tijdschrift publiceerde oorspronkelijk ook Franstalige en Duitstalige artikelen. Tegenwoordig is het volledig Engelstalig.
De discrete wiskunde kent vele toepassingen in de informatica. Het veld is dan ook sterk gegroeid, en daarmee de omvang van het tijdschrift, dat tegenwoordig meer dan 3000 pagina's per jaar telt - zeer veel voor een wiskundig tijdschrift.